# 東海林孝一
東海林 孝一（しょうじ こういち、1959年 - ）は、日本の経済学者。國學院大學経済学部准教授、博士。専門は、会計学・管理会計。

## 来歴
國學院大學卒業、横浜市立大学大学院修士課程、青山学院大学大学院博士課程修了。1991年國學院大學経済学部専任講師経て、1994年同大学助教授。1996年～1998年フロリダ大学客員研究教授。

## 人物
管理会計の面白さを日常生活で触れる企業から、なぜこのような営業形態や戦略をとっているのかを解説する為、会計学を親しみやすく紹介する。テレビ出演等も行っている。ゼミ教育をはじめとした教育に非常に熱い。

## 論文

### 単著
- 「会計基準の変更が業績評価会計に与える影響の考察－予算管理を行っている事業部制組織を中心に－」『國學院経済学』第54巻第2号 國學院大學経済学会平成20年2月
- 「コミッテッドコストのコントロールのための長期予算の活用－短期予算重視の企業経営の問題点と解決の指針－」『國學院大學経済学研究』國學院大學大学院経済学研究科 平成6年3月
- 「予算管理における予算教育の意義－予算管理の構造的特質からのアプローチ－」『國學院経済学』第39巻第3・4合併号　國學院大學経済学会	平成5年11月
- 「予算差異分析の特質と限界の超克－予算教育の内容の一つとして－」『青山学院大学 青山社会科学紀要 大学院紀要』第19巻第2号 平成3年3月

## 著書

### 共著
- 『原価計算テキスト』東京経済情報出版
- 『管理会計論 基本経営学全集11』八千代出版 平成3年4月
- 『簿記テキスト』東京経済情報出版 平成3年

### 書評
- 「会計ビックバンのもたらすもの」『院友政経』	國學院大學 平成12年3月
- 『さろん・ど・くりてぃーく』『企業会計』第44巻第8号 中央経済社 平成4年8月